# Ricki Osterthun
Ricki Osterthun (* 2. Mai 1964 in Hamburg) ist ein ehemaliger deutscher Tennisspieler.

## Leben
Ricki Osterthun spielte in der Tennis-Bundesliga für den Klipper THC.
Er gewann in seiner Profikarriere in der ATP World Tour ein Einzel-Turnier sowie drei Doppel-Turniere und erreichte 1987 mit dem 58. Platz seine höchste Platzierung in der ATP-Weltrangliste.
1985 gewann er den Einzeltitel bei den Dutch Open in Hilversum in fünf Sätzen gegen den Schweden Kent Carlsson. Im darauf folgenden Jahr stand er im Finale des ATP-Turniers in München, in welchem er Emilio Sánchez Vicario unterlag. 1987 erreichte er das Finale in Toulouse, das Tim Mayotte für sich entschied. Beim Grand Slam Turnier in Paris erreichte er 1987 das Achtelfinale. Im Doppel siegte er 1987 in Athen an der Seite von Tore Meinecke, 1988 in Toulouse mit Tom Nijssen sowie 1989 in Nizza mit Udo Riglewski.
1986 und 1987 war  er Mitglied der deutschen Davis-Cup-Mannschaft. Beim Relegationssieg 1987 über die Vereinigten Staaten in Hartford verlor er das Doppel an der Seite von Eric Jelen gegen Ken Flach und Robert Seguso in drei Sätzen.
Nach dem Ende seiner Profikarriere war Ricki Osterthun über viele Jahre im Sportmarketing aktiv. Seit 2005 ist er als Manager in der Immobilienbranche tätig.
Er ist seit 1997 mit Christiane Osterthun verheiratet und hat zwei Kinder.

## Erfolge
| Legende                     |
| Grand Slam                  |
| ATP-Weltmeisterschaft       |
| Tennis Masters Series       |
| Championship Series         |
| World Series Grand Prix (4) |
| ATP Challenger Tour (3)     |

| Siege nach Belag |
| Hartplatz (1)    |
| Rasen            |
| Sand (3)         |
| Teppich          |

### Einzel

#### Turniersiege

##### ATP Tour
| Nr. | Datum         | Turnier   | Belag | Finalgegner   | Ergebnis                |
| --- | ------------- | --------- | ----- | ------------- | ----------------------- |
| 1.  | 22. Juli 1985 | Hilversum | Sand  | Kent Carlsson | 4:6, 4:6, 6:2, 6:4, 6:3 |

##### Challenger Tour
| Nr. | Datum         | Turnier         | Belag | Finalgegner        | Ergebnis   |
| --- | ------------- | --------------- | ----- | ------------------ | ---------- |
| 1.  | 3. Juli 1989  | Ulm             | Sand  | Simone Colombo     | 5:1 aufgg. |
| 2.  | 9. April 1990 | San Luis Potosí | Sand  | MaliVai Washington | 6:4, 6:4   |

#### Finalteilnahmen
| Nr. | Datum            | Turnier  | Belag     | Finalgegner            | Ergebnis      |
| --- | ---------------- | -------- | --------- | ---------------------- | ------------- |
| 1.  | 5. Mai 1986      | München  | Sand      | Emilio Sánchez Vicario | 1:6, 3:6      |
| 2.  | 12. Oktober 1987 | Toulouse | Hartplatz | Tim Mayotte            | 2:6, 7:5, 4:6 |

### Doppel

#### Turniersiege

##### ATP Tour
| Nr. | Datum            | Turnier  | Belag     | Doppelpartner | Finalgegner                    | Ergebnis      |
| --- | ---------------- | -------- | --------- | ------------- | ------------------------------ | ------------- |
| 1.  | 15. Juni 1987    | Athen    | Sand      | Tore Meinecke | Jaroslav Navrátil Tom Nijssen  | 6:2, 3:6, 6:2 |
| 2.  | 10. Oktober 1988 | Toulouse | Hartplatz | Tom Nijssen   | Mansour Bahrami Guy Forget     | 6:3, 6:4      |
| 3.  | 17. April 1989   | Nizza    | Sand      | Udo Riglewski | Heinz Günthardt Balázs Taróczy | 7:6, 6:7, 6:1 |

##### Challenger Tour
| Nr. | Datum        | Turnier | Belag | Doppelpartner  | Finalgegner                            | Ergebnis      |
| --- | ------------ | ------- | ----- | -------------- | -------------------------------------- | ------------- |
| 1.  | 28. Mai 1990 | Fürth   | Sand  | Peter Ballauff | Marcos Aurelio Górriz Andrei Olchowski | 7:6, 4:6, 6:3 |